# 红庄站 (定西)
红庄站是一个陇海线上的铁路车站，位于甘肃省定西市安定区称沟乡，建于1952年，目前为四等站，邮政编码为743027。目前客运：办理旅客乘降；行李、包裹托运；货运：办理整车货物发到。